# Nakajima A6M2-N
Nakajima A6M2-N – japoński wodnosamolot myśliwski produkowany w wytwórni Nakajima dla lotnictwa Japońskiej Cesarskiej Marynarki Wojennej na bazie myśliwca Mitsubishi A6M (Zero). Oznaczenie amerykańskie – Rufe.

## Historia

### Geneza
Przygotowując się do ataku na południe, w kierunku zasobnych w surowce naturalne Malajów, Filipin i Holenderskich Indii Wschodnich, Japońska Cesarska Marynarka Wojenna przygotowana być musiała do prowadzenia operacji desantowych na dużych obszarach. Jednym z podstawowych problemów z tego wynikających była potrzeba zapewnienia parasola myśliwskiego własnym jednostkom oraz dalsza utrzymywanie panowania w powietrzu nad zajętymi terytoriami. Nieliczne lotniskowce nie mogły być użyte wszędzie, a brak dostępu do lądowych baz, przed ich zajęciem, uniemożliwiał wykorzystanie samolotów bazowania lądowego. Z drugiej strony korpus inżynieryjny japońskiej marynarki i armii lądowej nie był technicznie przygotowany do szybkiej budowy lotnisk na zajmowanych terenach. Dlatego też idealnym rozwiązaniem wydawało się być posiadanie wodnosamolotu myśliwskiego, mogącego operować praktycznie na całym teatrze przyszłych działań i nie wymagającego rozbudowanych baz lądowych. Tym samym, w planach japońskich sztabowców marynarki dużą rolę zaczęły odgrywać okręty-bazy wodnosamolotów i ich transportowce. W przyszłości maszyny mogły stacjonować na zajętych przez Japończyków atolach i niewielkich wyspach, na których budowa lotnisk była niemożliwa lub nieopłacalna. Tego typu strategia była charakterystyczna jedynie dla Japonii. Pomimo tego, że i Stany Zjednoczone, jak również Wielka Brytania zbudowały wodnosamoloty myśliwskie, jedynie Japonia wprowadziła je na taką skalę do jednostek liniowych. Dodatkowo Japonia miała pozytywne doświadczenia w wykorzystaniu wodnosamolotów w akcjach ofensywnych przeciwko maszynom przeciwnika. Stacjonujące na okrętach japońskich samoloty Nakajima E8N1 w sprzyjających okolicznościach mogły pokusić się o zaatakowanie innych samolotów. Takie akcje przeprowadzano podczas wojny chińsko-japońskiej. W jeszcze większym stopniu dotyczyło to nowego zwrotnego wodnosamolotu obserwacyjnego Mitsubishi F1M.

### Projekt
We wrześniu 1940 roku Kaigun Koku Hombu (dowództwo Lotnictwa Cesarskiej Marynarki Wojennej) opracowało wymagania techniczne dla nowego, jednomiejscowego, wodnosamolotu myśliwskiego z pojedynczym pływakiem głównym oraz dwoma pomocniczymi, oznaczone jako 15 Shi. W celu szybkiej realizacji całego projektu, wymagania przedstawiono wytwórni Kawanishi, mającej już doświadczenie w budowie tego typu konstrukcji. W tym samym miesiącu zespół inżynierów Kawanishi pod kierunkiem Toshihara Baba, Shizuo Kikuhara, Hiroyonki Inoue oraz Elizaburo Adachi rozpoczął pracę nad projektem oznaczonym wewnętrznie jako K-20. Nowa konstrukcja miała się opierać na doświadczeniach zebranych podczas projektowania rozpoznawczego wodnosamolotu Kawanishi E15K. Na początku 1941 roku inżynierowie Kawanishi przedstawili wstępny projekt oznaczony jako Morski Doświadczalny Samolot Myśliwski 15 Shi Kyofu (N1K1). Maszyna miała charakteryzować się awangardową konstrukcją, z wciąganymi w skrzydła pływakami bocznymi, nadmuchiwanymi końcówkami skrzydeł oraz potężnym silnikiem Mitsubishi MK4D Kasei 14 o mocy 1460 KM napędzającym dwa przeciwbieżne śmigła. Przedstawiony projekt był na tyle interesujący, iż Kaigun Koku Hombu zaakceptowało kontynuację prac nad projektem, jednak czas trwania dalszych prac projektowych i badawczych wskazywał, iż produkcja seryjna nowego samolotu nie rozpocznie się wcześniej niż za dwa lata. Było to stanowczo za długo jak na potrzeby lotnictwa marynarki. W zaistniałej sytuacji sięgnięto po rozwiązanie tymczasowe i rokujące najszybszą realizację: wykorzystanie istniejącego już płatowca i przystosowanie go do nowej roli. Wybór był oczywisty, najlepszym wówczas samolotem myśliwskim lotnictwa marynarki był Mitsubishi A6M, który dopiero co zaprezentował swoje możliwości podczas walk w Chinach. Wytwórnia Mitsubishi prowadziła jednak intensywne prace nad nową wersją samolotu oznaczoną jako A6M3 i nie miała możliwości rozpoczęcia kolejnego projektu. Dlatego też dowództwo marynarki zwróciło się z prośbą o pomoc do wytwórni Nakajima, która właśnie uruchamiała produkcję licencyjną wersji A6M2. Według innych źródeł produkcja licencyjna miała być dopiero uruchomiona. Nowe wymagania techniczne, oznaczone jako 16 Shi, zakładały zbudowanie w oparciu o wersję A6M2 myśliwskiego wodnosamolotu pływakowego. 
W lutym 1941 roku, konstruktorzy Nakajimy, pod kierunkiem inżynierów Shinobu Mitsutake (Niitake) oraz Tajima rozpoczęli pracę nad nowym samolotem, który otrzymał wewnętrzne oznaczenie AS-1. Ze standardowego płatowca A6M2 Model 11 usunięto niepotrzebne podwozie główne i kółko ogonowe, hak wykorzystywany do lądowania na pokładzie lotniskowca oraz antykapotażową osłonę znajdującą się za fotelem pilota. Miejsca po podwoziu zakryto usztywnioną blachą. Samolot osadzono na dużym, pojedynczym pływaku, takim samym jak zastosowany na maszynie E8N1. Metalowy pływak przymocowano do kadłuba z przodu pojedynczym, wyprofilowanym wspornikiem, a z tyłu dwoma rozchodzącymi się w kształcie litery „V”, zastrzałami. W przednim wsporniku, u góry umieszczony był wlot powietrza do chłodnicy oleju. Obok funkcji zapewniającej unoszenie się na wodzie, główny pływak mieścił również 325 litrowy zbiornik paliwa (330 l). Przewody łączące zbiornik z silnikiem poprowadzono przez przedni wspornik. W 1/3 rozpiętości każdego ze skrzydeł, na pojedynczych, wyprofilowanych wspornikach umieszczono dwa pływaki stabilizujące. Aby poprawić stateczność samolotu podczas startu z wody, pod kadłubem, pod sterem kierunku dodano niewielką płetwę ogonową, zmodyfikowano również kształt usterzenia pionowego. Samolot wyposażony był w 14-cylindrowy silnik gwiazdowy Nakajima NK 12 (Ha-35-12) o mocy 950 KM na wysokości 4200 m (moc startowa 940 KM lub 953 KM), napędzający trójłopatowe, metalowe śmigło Sumitomo HS CS40B o zmiennym skoku i średnicy 2,9 metra, będące licencyjną wersją śmigła Hamilton Standard CS40B. Śmigło było przestawialne w zakresie od 45° do 25°. Silnik zblokowany był ze sprężarką powietrza napędzaną wałem silnikowym poprzez przekładnie przyspieszającą. Maszyna zabierała 325 litrów paliwa w pływaku głównym oraz 518 litrów w zbiorniku umieszczonym za kabiną pilota, żaden ze zbiorników samolotu nie wyposażony był w wykładzinę samouszczelniającą. Również uzbrojenie pozostało bez zmian. Maszyna wyposażona była w dwa, zsynchronizowane z obrotem śmigła karabiny maszynowe Typ 97 kalibru 7,7 mm umieszczone w kadłubie nad silnikiem oraz dwa działka Typ 99-1 Model 3 kalibru 20 mm (Typ 99 Model 1 Mk 3) w skrzydłach po obu stronach kadłuba. Karabiny kadłubowe zasilane były amunicją w taśmie, po 500 sztuk na lufę, a skrzydłowe działka posiadały magazynki bębnowe mieszczące po 60 pocisków na lufę. Ich wymiana możliwa była po demontażu paneli na górnej powierzchni skrzydeł. Pod skrzydłami, między pływakami a kadłubem zainstalowano dwa wyrzutniki bomb, służące do zaczepu dwóch bomb o masie 60 kg (maksymalnie). 
Prototyp samolotu ukończono pod koniec listopada 1941 roku, w tym samym miesiącu ukończono również pierwszy licencyjny, klasyczny myśliwiec pokładowy A6M2 Model 21 w zakładach Nakajima z części dostarczonych przez Mitsubishi. Do swojego dziewiczego lotu maszyna wzbiła się 8 grudnia 1941 roku (w Pearl Harbor był wówczas jeszcze 7 grudnia, dzień japońskiego ataku na bazę). Drugi prototyp ukończono w lutym 1941 roku, budując w sumie cztery maszyny prototypowe, które badano do marca 1941 roku. Tak jak się spodziewano, prędkość maksymalna samolotu spadła do 440 km/h. Jednak pozostałe osiągi maszyny, jej charakterystyka w powietrzu były w pełni zadowalające i skierowano samolot do produkcji seryjnej pod oficjalnym oznaczeniem Morski Wodnosamolot Myśliwski Typ 2 Model 11 (Nakajima A6M2-N Model 11 - Ni-Shiki-Suijo-Sentoki). Oficjalnie A6M2-N został skierowany do produkcji seryjnej dopiero 2 lipca 1942 roku. 
W trakcie produkcji dokonano kilku zmian w porównaniu z bazową wersją A6M2, założono dłuższy kołpak na śmigło, wymieniono niektóre blachy poszycia samolotu. W A6M2 używano blachy wykonanej ze stopu aluminium i magnezu, która okazała się ona być bardzo podatna na korozję, co w przypadku samolotu operującego bezpośrednio z morza było wykluczone. W późnych egzemplarzach seryjnych zwiększono wysokość statecznika pionowego ścinając jego zaokrągloną końcówkę. Zmniejszono również wielkość płetwy pod pływakiem głównym.

## Służba

### Aleuty

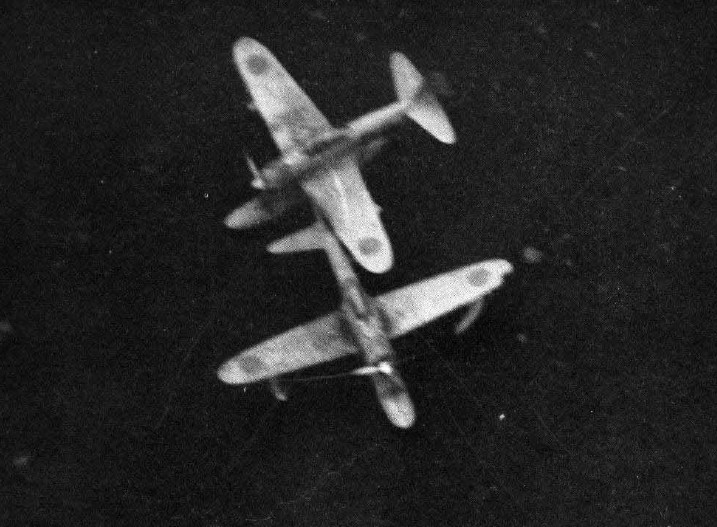
A6M2-N na wyspie Attu

6 czerwca 1942 roku Japonia wysadziła desant na wyspach Kiska i Attu położonych w archipelagu Aleutów. Pierwotnie operacja miała odwrócić uwagę Amerykanów od ataku na Midway. Żadna z opanowanych przez Japończyków wysp nie dysponowała lotniskiem, w związku z tym Japończycy stanęli przed problemem budowy lotniska. Wraz z desantem przybył na Aleuty okręt-baza wodnosamolotów „Kimikawa Maru”, na którego pokładzie przybyło osiem wodnosamolotów Aichi E13A1. 8 czerwca maszyny przebazowano na Kiska, tworząc tam ich kotwicowisko. 15 czerwca na wyspy przybył kolejny okręt-baza wodnosamolotów „Kamikawa Maru”. Działania Japończyków nie umknęły uwadze Amerykanów, już 4 czerwca amerykańskie bombowce wystartowały przeciwko japońskiej flocie inwazyjnej. Cztery dniu później, 8 czerwca Amerykanie rozpoczęli naloty nękające na japońskie instalacje i okręty.

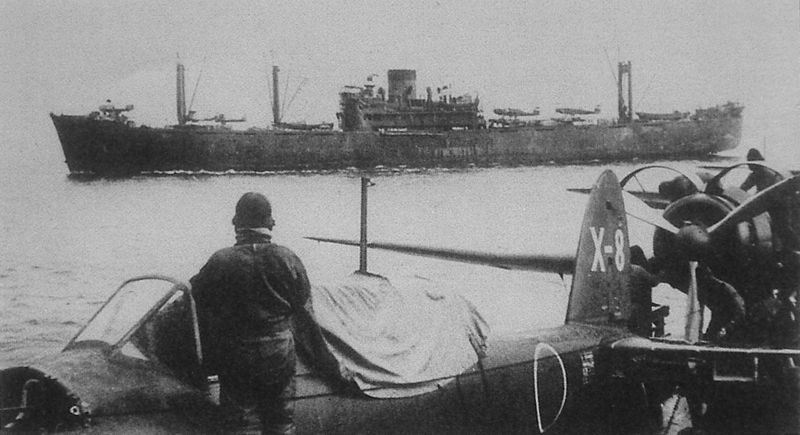
„Kamikawa Maru” na Kiska

5 lipca 1942 roku na Kiska przybył okręt-baza wodnosamolotów „Chiyoda”. Na jego pokładzie przybyło sześć samolotów A6M2-N; trzy dni wcześniej, 2 lipca myśliwiec został oficjalnie przyjęty do uzbrojenia. Aczkolwiek, niektóre źródła podają, iż już 25 czerwca jeden z A6M2-N ostrzelał w powietrzu rozpoznawczą Catalinę z dywizjonu VP-41, wykonującą zwiad fotograficzny nad Kiska. W wyniku ostrzału zginął jeden z członków amerykańskiej załogi. Rufe, którymi dowodził kapitan Yamada, weszły w skład Grupy Powietrznej Toko (Toko Kokutai) dowodzonej przez kapitana Ito, której zadaniem była osłona lotnicza zajętych wysp. Za sterami myśliwców zasiedli piloci, którzy testowali nowy samolot w bazie marynarki w Yokosuka. Już w dniu przybycia, dwa samoloty zostały poderwane w powietrze w celu przechwycenia samotnego Consolidated B-24 Liberator, który pojawił się nad wyspami, jednak bez sukcesu. Pierwszy sukces piloci Rufe odnotowali 11 lipca 1942 roku. Tego dnia cztery B-24 z przybyłego 8 lipca do bazy w Umnak 404th Bombardment Squadron (404 Dywizjon Bombowy) wraz z sześcioma samolotami Boeing B-17 Flying Fortress z 28th Composite Group (28 Mieszana Grupa) zaatakowały japońskie krążowniki (według innych źródeł w nalocie brało udział siedem B-24 i trzy B-17 lub trzy B-17 i siedem B-24). Japońskie myśliwce zaatakowały formację Liberatorów zgłaszając uszkodzenie jednego z nich. Wszystkie B-24 powróciły bezpiecznie ale do bazy nie powróciła jedna z Latających Fortec. 4 sierpnia Japończycy otrzymali uzupełnienia, na Kiska dotarł ponownie „Kimikawa Maru” przywożąc kolejne sześć A6M2-N i drugie tyle rozpoznawczych E13A1. Dzień później, 5 sierpnia 1942 roku, z nowo przybyłych Rufe oraz wcześniejszych sześciu A6M2-N utworzono dywizjon myśliwski, który wraz z eskadrą rozpoznawczych E13A1 utworzył 5. Grupę Powietrzną (5 Kaigun Kokutai). Jej dowódcą został kapitan Takahashi. Z dwunastu samolotów myśliwskich jakimi dysponowała jednostka, zaledwie połowa była zdolna do akcji. 7 sierpnia kapitan Yamada i mat Yoshichi Sasaki zestrzelili samolot obserwacyjny Curtiss SOC Seagull korygujący ogień okrętów US Navy, ostrzeliwujących Kiskę. 30 sierpnia Amerykanie zajęli wyspę Adak, na której przystąpili do budowy lotniska, pozwoliło im to zbliżyć się do zajętych przez Japończyków terytoriów a tym samym zintensyfikować prowadzone działania lotnicze. 6 września japońscy piloci uszkodzili rozpoznawczą Catalinę. Dzień później, podczas kolejnego nalotu B-24, piloci Rufe zameldowali uszkodzenie dwóch z nich, jeden z japońskich myśliwców doznał poważnych uszkodzeń w walce. Z nowego lotniska pierwsze amerykańskie samoloty wystartowały 14 września. Dzień wcześniej nad Kiskę ponownie nadleciały amerykańskie bombowce w liczbie czternastu B-24. Aby ocenić skutki ataku nad celem ataku pojawił się pojedynczy B-24 w eskorcie dwóch Lockheed P-38 Lightning z 54th Fighter Squadron (54 Dywizjon Myśliwski) należącego do 343d Fighter Group (342 Grupa Myśliwska). W celu przechwycenia formacji, Japończycy wysłali w powietrze trzy Rufe. Po starciu, japońscy piloci zgłosili uszkodzenie jednego Lightninga. Z kolei Amerykanie zameldowali zestrzelenie jednego A6M2-N. W rzeczywistości Japończycy strat nie ponieśli a Amerykanie istotnie potwierdzili uszkodzenie P-38, jednak ich zdaniem był to efekt ognia prowadzonego z ziemi. Za to uszkodzenie B-24 przypisali działaniu japońskich myśliwców. Dzień później przeprowadzono kolejny nalot. Czternastu Liberatorom towarzyszyła silna eskorta złożona z 14 Lightningów i 14 Bell P-39 Airacobra z 42d Fighter Squadron (42 Dywizjon Myśliwski). Atak zaskoczył Japończyków. Amerykanie zgłosili zestrzelenie pięciu japońskich myśliwców oraz jednego zniszczonego jeszcze na wodzie. W rzeczywistości jedynie dwa Rufe zniszczono w walce, trzecia maszyna przymusowo wodowała. Pilot usiłował doprowadzić wodnosamolot do brzegu, jednak podczas płynięcia samolot zatonął, pilot został uratowany. Japończycy zgłosili zestrzelenie pięciu amerykańskich maszyn oraz jednej prawdopodobnie. W rzeczywistości Amerykanie stracili dwa P-38 – za sterami jednego z nich siedział dowódca 54th Fighter Squadron, major Thomas W. Jackson, jednakże według Amerykanów obydwa stracone P-38 zderzyły się ze sobą w powietrzu podczas pościgu za Rufe. Bilans walk był dla Japończyków tragiczny, pozostał im jedynie jeden sprawny A6M2-N. 24 września (25 września) 1942 roku na Kiskę przybył kolejny raz „Kimikawa Maru” przywożąc pięć A6M2-N oraz dwa E13A1. Przybycie okrętu nie uszło uwadze Amerykanów, którzy w celu jego zniszczenia, 25 września wysłali jednego B-17 i dziewięć B-24 w eskorcie jedenastu P-39 oraz siedemnastu Curtiss P-40 Warhawk należących do kanadyjskiego 111 Squadron. Do akcji Japończycy zdołali poderwać jedynie dwa Rufe. Po walce, dowódca 343d Fighter Group ppłk. John S. Chennault i dowódca kanadyjskiej jednostki major Kenneth A. Broomer zgłosili po jednym zestrzeleniu A6M2-N. Z kolei kapitan Yamada zgłosił zestrzelenie jednego P-39. W rzeczywistości alianci strat nie ponieśli, a Japończycy utracili jednego Rufe w walce (według innych źródeł, w ataku uczestniczyły jedynie cztery kanadyjskie Warhawki). Jeszcze tego samego dnia Amerykanie ponowili atak po południu, uszkadzając na wodzie przygotowywane do lotu dwa A6M2-N. 27 września piloci Rufe uszkodzili B-24 i Catalinę. 28 września podczas odpierania ataku bombowego, bosmanmat Sasaki zestrzelił jednego P-39, samemu jednak doznając uszkodzeń. Podczas akcji Amerykanie zestrzelili jednego A6M2-N. Amerykanie tego dnia przypisali sobie pięć zwycięstw nad japońskimi wodnosamolotami. Tym niemniej, w efekcie walk, pod koniec września 1942 roku, Japończycy ponownie zostali z zaledwie jednym sprawnym A6M2-N. Siły te, dzięki pracy mechaników remontujących uszkodzone samoloty, wzrosły do czterech maszyn, które już 1 października wzięły udział w walce z siedmioma B-24; jeden z bombowców został uszkodzony. 3 października dwa A6M2-N wzięły udział w walce z P-38 i Japończycy zgłosili dwa zestrzelenia, jedno pewne a jedno prawdopodobne. Tego samego dnia, inna para Rufe zaatakowała B-24 uszkadzając go, jeden z atakujących myśliwców również odniósł uszkodzenia. 4 października A6M2-N odpierały atak pięciu B-24 eskortowanych przez jednego P-38 oraz pięć P-39. W walce Japończycy stracili dwa wodnosamoloty samemu zgłaszając jedno prawdopodobne zestrzelenie myśliwca P-38.

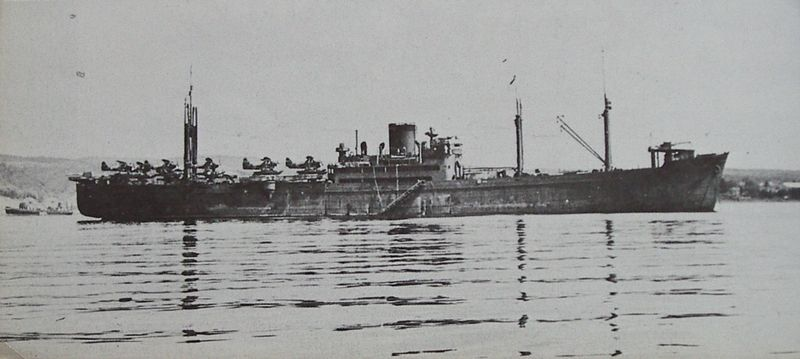
„Kimikawa Maru”

1 listopada dotychczasowa nazwa jednostki uległa zmianie i 5. Grupa Powietrzna stała się 452. Grupą Powietrzną (452 Kaigun Kokutai). Dzień później na Kiskę przybył ponownie „Kimikawa Maru” przywożąc pięć A6M2-N. Większość samolotów została jednak poważnie uszkodzona podczas sztormu, a atak amerykańskich Lightningów z 9 listopada wyeliminował z walki wszystkie Rufe. 25 grudnia na Kiskę przybył kolejny raz „Kimikawa Maru”, przywożąc osiem (lub siedem) A6M-2N. Koniec roku przyniósł japońskim pilotom kilka sukcesów. 30 grudnia, trzy średnie bombowce North American B-25 Mitchell z 77th Bomb Squadron, w eskorcie czternastu Lightningów zaatakowały dwa transportowce stojące w zatoce Kiska Harbour. Do walki z nimi stanęły przebywające na patrolu dwa A6M2-N, którym udało się zestrzelić dwa P-38 z eskorty. Zestrzelony został również jeden z Mitchelli porucznika Juliusa Constatine, ale Amerykanie przypisali jego stratę działaniu artylerii przeciwlotniczej. W celu podjęcia potencjalnych rozbitków ze zniszczonego B-25, Amerykanie wysłali na morze Catalinę. Również i ta maszyna padła łupem pilotów Rufe, którym dodatkowo udało się zestrzelić kolejne dwa P-38. Nie był to koniec walk, jeszcze tego samego dnia, piloci A6M2-N uszkodzili następną Catalinę i trzy Mitchelle. Dzień później Rufe starły się z B-24 i eskortującymi je P-38. Piloci Yamada i Nakamichi zgłosili każdy po jednym zestrzeleniu.
12 stycznia 1943 roku Amerykanie wylądowali na wyspie Amchitka, znajdującej się zaledwie 69 mil od Kiska i od razu przystąpili do budowy pasa startowego. O amerykańskiej akcji Japończycy dowiedzieli się dopiero 24 stycznia. Próbując zareagować na zagrożenie tuż pod swoim bokiem wysłano do boju Rufe uzbrojone każdy po dwie 60 kilogramowe bomby. Naloty przeprowadzone na amerykańskie okręty transportowe dowożące zaopatrzenie i sprzęt na Amchitka, przeprowadzone w dniach 24, 25, 26 i 28 stycznia, nie wywarły jednak żadnego efektu. 31 stycznia na Attu przypłynął „Kimikawa Maru” a na jego pokładzie siedem A6M2-N. Dzięki wzmocnieniu Japończycy nasilili ataki na Amchitka. Efektem były straty, 2 lutego z nalotu nad wyspę nie powróciły dwa Rufe zestrzelone ogniem artylerii przeciwlotniczej. 4 lutego pięć A6M2-N odparło atak Liberatorów, B-17 i Mitchelli eskortowanych przez myśliwce; w walce Rufe odniosły niewielkie uszkodzenia, samemu nie odnosząc żadnych sukcesów. 13 lutego sześć B-25 i pięć B-24 eskortowanych przez dziesięć P-38 zostało przechwyconych przez bosmanmata Sasaki i mata Naoi. Podczas walki, B-25 porucznika Kendalla W. Scheparda został poważnie uszkodzony i rozbił się na wyspie Adak. Efektem starcia miał być również zestrzelony jeden z eskortujących wyprawę P-38. Amerykanie ze swojej strony zgłosili zestrzelenie czterech Rufe. 18 lutego Japończycy wykonali kolejny atak na Amchitka, jednak tym razem na lotnisku na wyspie stacjonowały już P-40 z 18th Fighter Squadron, przybyłe tam 16 lutego. Do akcji Japończycy wysłali dwa Rufe i obydwa zostały zestrzelone przez Amerykanów, wykonujących patrol bojowy majora Claytona L. Larsona, dowódcy 18 dywizjonu oraz porucznika Elmera J. Stone. Jednym z zestrzelonych japońskich pilotów był jedyny as jednostki, bosmanmat Yoshichi Sasaki.
10 marca na Aleuty przybył „Kimikawa Maru” przywożąc sześć A6M2-N. 15 marca grupa Rufe zaatakowała samotnego Liberatora, jednak wezwane na pomoc przez załogę bombowca Warhawki odpędziły atakujących Japończyków. Dzień później wszystkie sprawne myśliwce zostały poderwane w celu odparcia nalotu trzynastu B-24 i szesnastu B-25, którym towarzyszyła eskorta trzydziestu dwóch P-38 i ośmiu P-40. Amerykanie po walce zgłosili zestrzelenie trzech maszyn, w tym dwóch prawdopodobnie. Japończykom udało się uszkodzić cztery Liberatory oraz zestrzelić jednego Mitchella, zgłosili również zestrzelenie dwóch P-38. 11 maja 1943 roku Amerykanie rozpoczęli desant na Attu opanowując do końca miesiąca całą wyspę. Piloci Rufe nie interweniowali. Dla japońskiej kwatery głównej w Tokio oraz dla dowództwa na Aleutach, stało się jasne, że następnym celem Amerykanów będzie Kiska. Nie mając jednak sił i środków do przeciwdziałania inwazji, Japończycy podjęli decyzje o ewakuacji z Kiska swojego pięciotysięcznego garnizonu, która rozpoczęła się z końcem maja. Okręt podwodny I-7 ewakuował personel 452. Grupy Powietrznej, tym samym kończąc działalność Rufe na Aleutach. Łącznie Japończycy stracili 43 maszyny A6M2-N. Wodnosamoloty myśliwskie w walkach na archipelagu nie były w stanie przeciwstawić się amerykańskiej dominacji w powietrzu. Szczupłość sił, jakimi dysponowała 452. Grupa Powietrzna, jak również radykalnie zmniejszona zwrotność Rufe w porównaniu z oryginalnym A6M2, sprawiły, iż głównym przeciwnikiem amerykańskich pilotów i maszyn w walkach na północy były nie japońskie samoloty, a warunki atmosferyczne, z którymi musiały radzić sobie obydwie strony.

### Kuryle
Po ewakuacji, 452. Grupa Powietrzna została odtworzona w bazie marynarki wojennej w Yokosuka i wyposażona w nowe A6M2-N, skierowana do bazy na wyspie Szumszu na Wyspach Kurylskich. Zadania pilotów Rufe ograniczały się do lotów patrolowych aż do 12 sierpnia 1943 roku, kiedy japońskie myśliwce starły się z formacją sześciu B-24 biorących udział w bombardowaniu japońskich instalacji na wyspie Paramuszyr. W boju brały udział również myśliwce armii z 54. Pułku Myśliwskiego. Japończykom udało się zestrzelić dwa Liberatory, w tym maszynę dowódcy dywizjonu, majora Franka T. Casha. Niektóre źródła podają, iż w walce tej Amerykanie strat nie ponieśli, a nawet zgłosili trzy zestrzelenia pewne i trzynaście uszkodzeń lub zestrzeleń prawdopodobnych. W połowie września 1943 roku w kolejnym nalocie ośmiu B-24 i tuzina B-25 w akcji ich przechwycenia wzięło udział dziesięć A6M2-N oraz czterdzieści innych japońskich maszyn myśliwskich. Amerykańskie straty zamknęły się trzema zestrzelonymi B-24 oraz dwoma B-25, kolejnych uszkodzonych pięć Mitchelli musiało skierować się na tereny Związku Radzieckiego, gdzie zostały internowane. Rufe zestrzeliły dwa Liberatory zespołowo i jednego B-25, którego na swoje konto wpisał chorąży Kiyomi Katsuki. Pod koniec września 452. Grupa Powietrzna została wycofana z Kuryli do Yokosuka. 1 października jednostkę rozwiązano.
Do momentu rozwiązania 452. Grupy Powietrznej, piloci tej jednostki zgłosili zestrzelenie 23 samolotów wroga (w tym sześć jako prawdopodobnych), sami w boju tracąc dziesięciu pilotów (w tym czterech od ognia artylerii przeciwlotniczej) i dwanaście maszyn (w tym osiem w walkach powietrznych). Najskuteczniejszym myśliwcem jednostki był bosmanmat Yoshichi Sasaki, mający na swoim koncie zwycięstw powietrznych w tym pięć zespołowo. Według innych źródeł Sasaki był zwycięzcą w sześciu walkach.

### Wyspy Salomona
Po zajęciu Rabaulu Japończycy zaczęli przekształcać go w ogromną bazę morsko-lotniczą, stającą się podstawą do późniejszych operacji na Nowej Gwinei, Wyspach Salomona i Australii. Tuż po jego zajęciu, w lutym 1942 roku do Rabaulu została skierowana Grupa Powietrzna Yokohama (Yokohama Kokutai) dowodzona przez komandora Shigetoshi Miyazaki; w jej składzie znalazły się łodzie latające Kawanishi H6K2. Wobec ciągłej aktywności australijskiego i amerykańskiego lotnictwa, w kwietniu 1942 roku podjęto decyzję o skierowaniu do jednostki dywizjonu A6M2-N. 3 czerwca 1942 roku, dwanaście A6M2-N pod dowództwem kapitana Richiro Sato dotarło na Nową Brytanię, a od 5 czerwca samoloty rozpoczęły regularne patrole. W lipcu jednostkę przebazowano na wyspę Tulagi, bliżej największej z wysp archipelagu Wysp Salomona, Guadalcanal, na której Japończycy na przełomie czerwca i lipca 1942 roku rozpoczęli budowę lotniska. Japońskie wodnosamoloty mogły również korzystać z pomocniczych baz znajdujących się na wyspie Shortland oraz Santa Isabel. Do pierwszego kontaktu bojowego doszło 10 lipca kiedy to piloci Rufe przechwycili dwa Liberatory, zgłaszając zestrzelenie jednego z nich. Amerykanie strat jednak nie ponieśli.
4 lipca 1942 amerykański samolot rozpoznawczy podczas rutynowego lotu odkrył prowadzone przez Japończyków prace budowlane na Guadalcanalu. Japońskie samoloty operujące z wyspy mogły w poważnym stopniu zagrozić amerykańskim, morskim szlakom komunikacyjnym prowadzącym do Australii. Rozpoczęto przygotowania do operacji Watchtower, której celem miało być zajęcie wyspy i znajdującego się tam lotniska. W tym okresie, A6M2-N były jedyną siłą myśliwską stacjonującą na południu Wysp Salomona. Amerykanie rozpoczęli przygotowania do desantu. Wsparcie powietrzne ze strony ciężkich bombowców miały zapewnić 11 i 19 Grupa Bombowa (Bombardment Group). Samoloty 11 Grupy operowały z wysuniętych lotnisk zbudowanych na wyspach Espiritu Santo i Éfaté, a dziewiętnastej z Port Moresby. 17 lipca 1942 roku, B-17 należący do 435. Dywizjonu Bombowego (435th Bombardment Squadron) wykonywał lot nad Guadalcanal. Znajdujący się na jego pokładzie oficerowie 1 Dywizji Piechoty Morskiej (1st Marine Division) mieli rozpoznać z powietrza przyszły rejon desantowania żołnierzy. Bombowiec został przechwycony przez dwa A6M2-N. Strona japońska zgłosiła zestrzelenie samolotu, jednak w rzeczywistości Forteca powróciła bezpiecznie do bazy. Z kolei strzelcy pokładowi zgłosili zestrzelenie obydwu wodnosamolotów, w rzeczywistości Japończycy stracili jeden z nich, pilot maszyny poległ. 23 lipca kolejny B-17E w locie rozpoznawczym został zaatakowany przez trzy Rufe. I tym razem bombowiec ocalał, zestrzeliwując jeden z wodnosamolotów. 1 sierpnia bombowce B-17 z 431. Dywizjonu Bombowego (431st Bombardment Squadron) i 98. Dywizjonu Bombowego (98th Bombardment Squadron) zaatakowały lotnisko na Guadalcanal. Do walki z nimi Japończycy wysłali sześć A6M2-N. Żadna ze stron nie poniosła strat. 2 sierpnia Amerykanie ponowili ataki i tym razem ponownie w obronie wyspy stanęły Rufe. Straty obydwu stron ograniczyły się do jednego uszkodzonego bombowca i jednego wodnosamolotu. 4 sierpnia nad wyspą ponownie pojawiły się alianckie bombowce, które zaatakowało siedem A6M2-N. Wodnosamolot pilotowany przez bosmana Shigeto Kobayashiego, podczas ataku na Latającą Fortecę porucznika Rusha E. McDonalda, zahaczył o jej skrzydło. Oba samoloty spadły do morza. Według Amerykanów kolizja była efektem utraty kontroli nad maszyną przez japońskiego pilota, według Japończyków, bosman Kobayashi celowo staranował amerykański bombowiec. Obydwie strony nie poniosły dalszych strat.
7 sierpnia 1942 roku rozpoczęła się amerykańska inwazja na Guadalcanal. Przed lądowaniem sił inwazyjnych, z pokładów lotniskowców – USS „Saratoga”, „Enterprise” i „Wasp” wzbiły się w powietrze samoloty pokładowe, których celem było unieszkodliwienie japońskich samolotów i zadanie jak największych strat obrońcom wyspy. Zadanie wyeliminowania Rufe powierzono pilotom z dywizjonu VF-71 stacjonującego na lotniskowcu „Wasp”. Jeszcze przed świtem z jego pokładu wzbiło się w powietrze szesnaście Grumman F4F Wildcat pod dowództwem komandora podporucznik Courtneya Shandsa, piętnaście Douglas SBD Dauntless pod dowództwem komandora podporucznik Johna Eldridge’a Jr. Oraz pojedynczy Grumman TBF Avenger, na którego pokładzie znajdował się dowodzący całością komandor podporucznik Wallace M. Beakley. W tym momencie, z ośmiu A6M2-N jakimi dysponowali Japończycy, sześć stacjonowało na kotwicowisku na wyspie Tulagi, a dwa przechodziły remont na wyspie Tanambogo. Wildcaty Courtneya Shandsa i jego skrzydłowego chorążego Samuela Forrera w locie koszącym ostrzelały i zniszczyły wszystkie sześć A6M2-N na Tulagi. Obaj byli przekonani o zniszczeniu siedmiu samolotów. Pozostałymi dwoma, z Tanambogo zajęła się reszta Wildcatów. Obok Rufe, łupem amerykańskich myśliwców padło siedem Kawanishi H6K, również należących do Grupy Pwietrznej Yokohama. Tym samym, japońska jednostka przestała istnieć. W ataku żaden z amerykańskich samolotów nie został utracony. Niektóre źródła podają, iż jedna z maszyn uciekła z pogromu na Tulagi. Po zajęciu Tulagi, Amerykanie wydobyli wraki A6M2-N i w marcu 1943 roku przetransportowali je do bazy marynarki wojennej Naval Air Station Alameda w Alameda, gdzie ich resztki poddano szczegółowym badaniom.

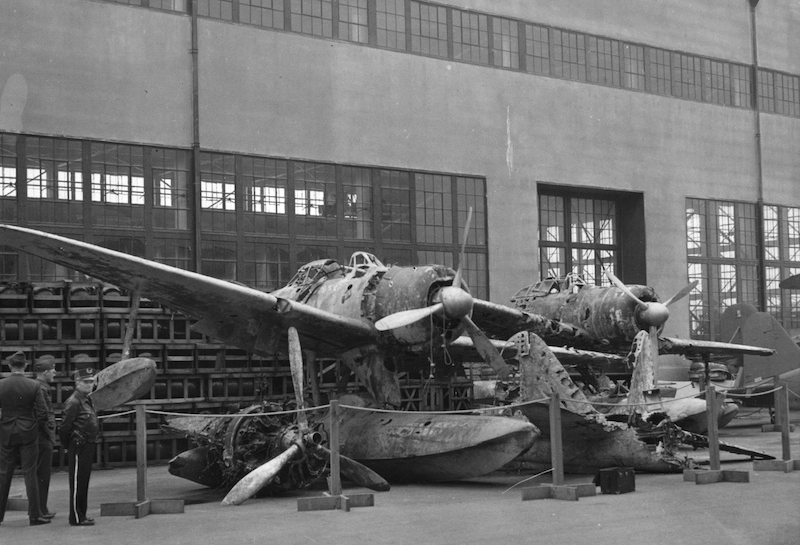
Wraki A6M2-N w Alameda

Już pierwszego dnia inwazji na Guadalcanal Amerykanie opanowali budowane tam przez Japończyków lotnisko. 9 sierpnia rozpoczęli prace budowlane mające na celu jego ukończenie, a już trzy dni później wylądowała na nim pierwsza maszyna. 17 sierpnia lotnisko ukończono, a 20 sierpnia wylądowały na nim pierwsze Grumman F4F Wildcat z Marine Attack Squadron 223 (VMA-223) i SBD Dauntless z VMSB-232, tworząc podstawy sił powietrznych znanych później jako Cactus Air Force. Spoczął na nich ciężar obrony powietrznej amerykańskich wojsk inwazyjnych i walki z japońskimi okrętami zaopatrzeniowymi. Japończycy mogli im przeciwstawić jedynie maszyny stacjonujące w Rabaulu, mające jednak do pokonania dystans około 1000 km do Wysp Salomona. Podjęto zatem decyzję o budowie kotwicowiska dla samolotów na wyspie Shortland. 28 sierpnia 1942 roku utworzono nową jednostkę Siły Powietrzne Obszaru R (Homen Koku Butai), pod dowództwem kontradmirała Jojima Takatsugu, której podstawą stały się okręty-bazy wodnosamolotów „Sanuki Maru”, „Sanyo Maru”, „Kamikawa Maru” i „Chitose”. Z nich, jedynie „Kamikawa Maru” dostarczył 4 września na Shortland 11 myśliwców A6M2-N, tworzących grupę myśliwską pod dowództwem por. Ono Jiro.  Wodnosamoloty grupy uczestniczyły w walkach nad Guadalcanalem, osłonie okrętów i wsparciu japońskich natarć lądowych, korzystając też z wysuniętej bazy Rekata. Podczas wsparcia nieudanego natarcia 14 września stracono trzech pilotów A6M2-N w starciach z amerykańskimi F4F. 19 września „Kamikawa Maru” odpłynął do Rabaulu, lecz jego myśliwce dalej walczyły przez kolejne miesiące, z bazy Shortland. Od początku działań do 7 listopada wykonały 360 wylotów bojowych, zgłaszając 14 zwycięstw i jedno prawdopodobne przy stracie 9 pilotów. 8 października jednostka miała jeszcze pięć A6M2-N. Później na tym obszarze działały także A6M2-N z 802. grupy lotnictwa morskiego.

## Po wojnie

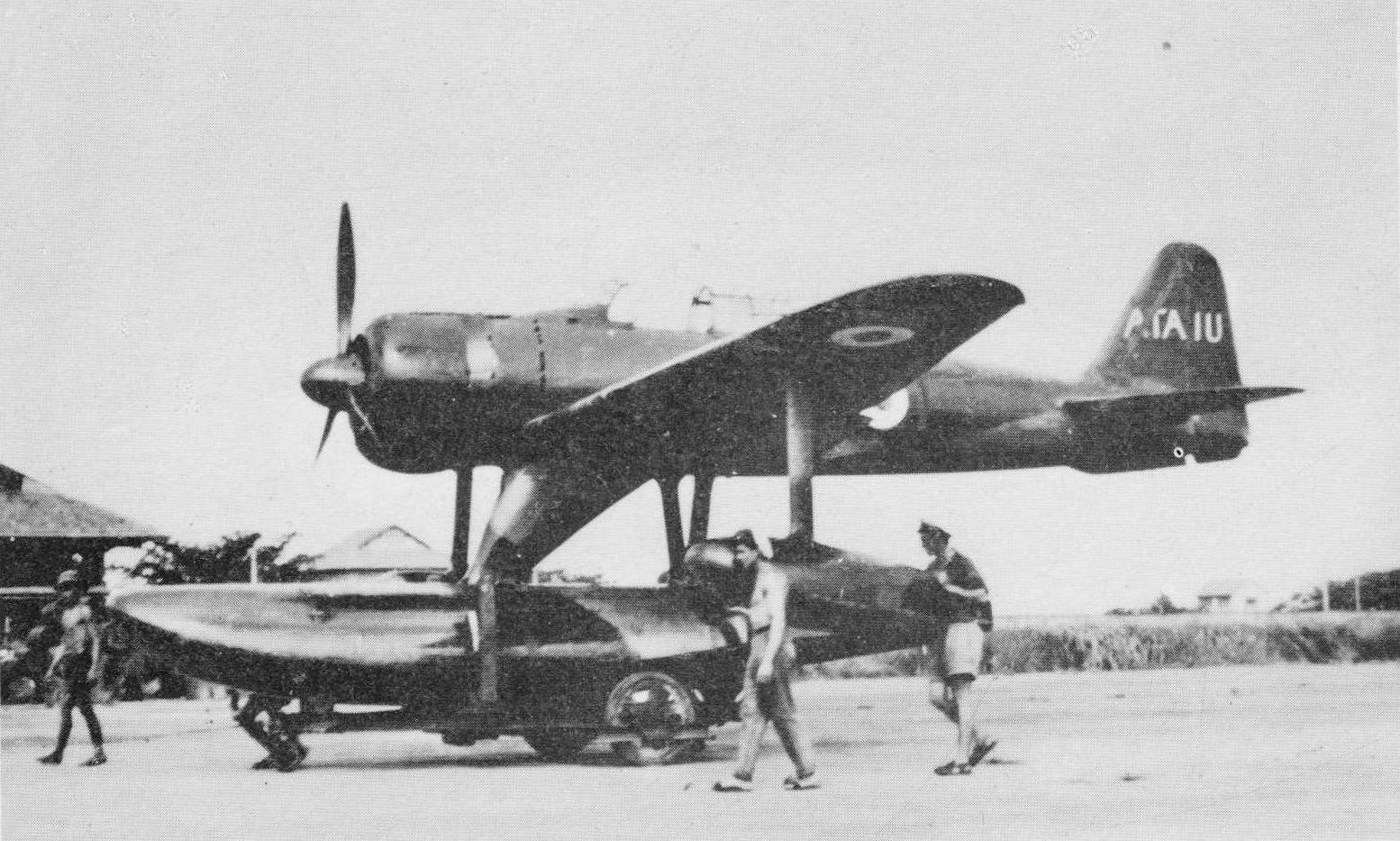
A6M2-N w barwach francuskich

Jedną maszynę A6M2-N przejęli w Singapurze Brytyjczycy. Samolot został przekazany Francuzom i wcielony do Escadrille 8S francuskiego lotnictwa morskiego. Od lutego 1946 roku samolot stacjonujący w Biên Hoà wykorzystywany był bojowo w działaniach w Indochinach. 19 września 1946 roku samolot został zniszczony w katastrofie.

## Konstrukcja
A6M2-N był całkowicie metalowym dolnopłatem. Dwudźwigarowe skrzydła o trapezowym obrysie i wzniosie wynoszącym 5°40', posiadające zaokrąglone końcówki. W każdym ze skrzydeł umieszczono po dwa zbiorniki paliwa. Na krawędzi spływu skrzydła znajdowały się lotki kryte płótnem oraz krokodylowe klapy. Silnik gwiazdowy Nakajima NK1C Sakae 12 zblokowany ze sprężarką powietrza. Pilot korzystał z fotela o regulowanej wysokości. Za fotelem umieszczono butlę tlenową, radiostację Typ 96 Ku-1 o zasięgu 90 kilometrów i radionamiernik Typ 1 Ku-3. Owiewka kabiny przesuwana do tyłu, wykonana ze szkła organicznego. Klasyczne, wolnonośne usterzenie wykonane z metalu z wyjątkiem pokrytych płótnem sterów.

## Wersje
A6M2-N miał być jedynie samolotem przejściowym aż do czasu wprowadzenia do linii jego następcy, maszyny N1K1. Miał służyć jedynie opracowaniu taktyki użycia wodnosamolotów, zebraniu doświadczeń eksploatacyjnych oraz wyszkoleniu personelu. Była jednak rozważana możliwość budowy zmodernizowanej wersji, opartej na modelu Mitsubishi A6M3 Model 22. Z mocniejszym silnikiem gwiazdowym Nakajima NK1F Sakae 21, o mocy 1130 KM, z dwustopniową, dwubiegunową sprężarką mechaniczną. Dzięki niej polepszyłyby się parametry samolotu na dużych wysokościach, potrzebne do walki z amerykańskimi ciężkimi bombowcami B-17 i B-24, z którymi przyszło walczyć Rufe na Aleutach i Wyspach Salomona. Niestety dla projektu, zainteresowanie marynarki tego typu samolotem drastycznie opadło. Do walki z nowymi alianckimi myśliwcami North American P-51 Mustang, Republic P-47 Thunderbolt, Vought F4U Corsair, Grumman F6F Hellcat, potrzebne były klasyczne myśliwce przechwytujące o wysokich osiągach. Innym powodem nie uruchomienia produkcji nowej wersji był fakt, iż zakłady Nakajima nigdy nie rozpoczęły licencyjnej budowy modelu A6M3, a w maju 1942 wreszcie wzbił się w powietrze docelowy wodnosamolot myśliwski Kawanishi N1K1 Kyofu.